# Limita

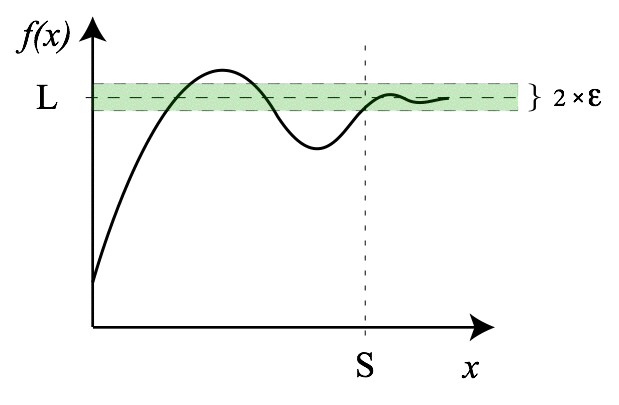

Limita je matematická konstrukce vyjadřující, že se hodnoty zadané funkce nebo posloupnosti blíží libovolně blízko k nějakému bodu. Právě tento bod je pak označován jako limita. Tato skutečnost se u funkcí zapisuje {\displaystyle \lim _{x\rightarrow a}f(x)=A} a u posloupností {\displaystyle \lim _{n\to \infty }a_{n}=A}.
Dle toho, zda se uvažuje o funkci nebo o posloupnosti, hovoříme o limitě funkce nebo limitě posloupnosti. Pojem limity lze definovat na reálných číslech, obecnější definice má smysl na libovolném metrickém prostoru a ještě obecnější definice na libovolném topologickém prostoru. Tam, kde má smysl více definic, jsou tyto definice ekvivalentní (například reálná čísla jsou metrickým i topologickým prostorem).

## Limita funkce
Číslo {\displaystyle A\in \mathbb {R} } je limitou funkce {\displaystyle f:\mathbb {R} \rightarrow \mathbb {R} } v bodě {\displaystyle a\in \mathbb {R} }, jestliže pro libovolné {\displaystyle \varepsilon >0} existuje {\displaystyle \delta >0} takové, že pro každé {\displaystyle x\in D_{f}} takové, že {\displaystyle 0<\left|x-a\right|<\delta } ({\displaystyle x} leží v prstencovém okolí bodu {\displaystyle a}) platí {\displaystyle \left|f(x)-A\right|<\varepsilon }.

## Limita posloupnosti
Číslo {\displaystyle A\in \mathbb {R} } je limitou posloupnosti {\displaystyle \{a_{n}\}_{n=1}^{\infty }}, jestliže pro libovolné {\displaystyle \varepsilon >0} existuje {\displaystyle n_{0}\in \mathbb {N} } takové, že pro každé {\displaystyle n\geq n_{0}} platí {\displaystyle |a_{n}-A|<\varepsilon }.

## Limita v metrickém prostoru
Prvek {\displaystyle x} metrického prostoru {\displaystyle X} s metrikou {\displaystyle \rho } je limitou posloupnosti jeho prvků {\displaystyle \{x_{n}\}_{n=1}^{\infty }}, právě když platí {\displaystyle \lim _{n\rightarrow \infty }\rho (x_{n},x)=0}.

## Limita v topologickém prostoru
Limita zobrazení {\displaystyle f:A\to B} mezi topologickými prostory {\displaystyle A} a {\displaystyle B} je v bodě {\displaystyle a\in A} definována jako {\displaystyle b\in B} takové, že pro každé okolí {\displaystyle O(b)} bodu {\displaystyle b} existuje okolí {\displaystyle O(a)} bodu {\displaystyle a} takové, že {\displaystyle x\in O(a)} implikuje {\displaystyle f(x)\in O(b)}.
Dalším zobecněním limity posloupnosti, funkce i zobrazení jsou limity topologických sítí. Limita zobrazení nebo topologické sítě může být v obecném topologickém prostoru víceznačná. Platí však, že v Hausdorffově prostoru je tato limita jednoznačná, tj. každé zobrazení či topologická síť má nejvýše jednu limitu.

## Nevlastní limita v nevlastním bodě
Pokud pro libovolné číslo {\displaystyle \varepsilon >0} lze nalézt prvek posloupnosti, počínaje kterým jsou všechny hodnoty posloupnosti větší než {\displaystyle \varepsilon }, říkáme, že posloupnost roste nade všechny meze neboli že má nevlastní limitu {\displaystyle +\infty }. Obdobně se definuje nevlastní limita {\displaystyle -\infty }.
Pokud pro libovolné číslo {\displaystyle \varepsilon >0} lze nalézt okolí bodu {\displaystyle a}, ve kterém má funkce hodnotu větší než {\displaystyle \varepsilon }, říkáme, že v okolí bodu {\displaystyle a} funkce roste nade všechny meze neboli že má nevlastní limitu {\displaystyle +\infty }. Obdobně se definuje nevlastní limita {\displaystyle -\infty }.
Limitou tedy může být nejen reálné číslo, ale i {\displaystyle +\infty } nebo {\displaystyle -\infty } (rozšířené reálné číslo).
Pokud se hodnoty limity neliší od čísla {\displaystyle A} o více než libovolné číslo {\displaystyle \varepsilon >0}, má funkce v nevlastním bodě {\displaystyle +\infty } vlastní limitu {\displaystyle A}. Pokud jsou hodnoty limity větší než libovolné číslo {\displaystyle \varepsilon >0}, má funkce v nevlastním bodě {\displaystyle +\infty } nevlastní limitu {\displaystyle +\infty }. Obdobným způsobem lze definovat limitu v nevlastním bodě {\displaystyle -\infty }.
V každém z nevlastních bodů {\displaystyle +\infty } nebo {\displaystyle -\infty } může mít funkce vlastní limitu, nevlastní limitu nebo limita nemusí existovat. Příkladem funkce, která nemá limitu v žádném z bodů {\displaystyle +\infty } nebo {\displaystyle -\infty }, je funkce sinus.

## Příklady

Graf funkce {\displaystyle \scriptstyle f(x)={\frac {\sin(x)}{x}}}. Je vidět, že tato funkce má limitu 1 v bodě nula.
Graf funkce {\displaystyle \scriptstyle f(x)={\frac {1}{x}}}. Je vidět, že tato funkce nemá limitu v bodě nula a má vlastní limity 0 v {\displaystyle \scriptstyle \pm \infty }.
Graf funkce {\displaystyle \scriptstyle f(x)={\frac {1}{x^{2}}}}. Je vidět, že tato funkce má nevlastní limitu {\displaystyle \scriptstyle +\infty \,\!} v bodě nula a má vlastní limity 0 v {\displaystyle \scriptstyle \pm \infty }.

- Funkce {\displaystyle {\sin x} \over x\,\!} není v nule definovaná, ale má v ní limitu 1[pozn. 1] (vlastní limita ve vlastním bodě) a v {\displaystyle +\infty \,\!} má limitu 0 (vlastní limita v nevlastním bodě).
- Funkce {\displaystyle {\sin {1 \over x}}\,\!} ani {\displaystyle {\sin {1 \over x}} \over x\,\!} v nule limitu nemají. Totéž platí i o funkcích {\displaystyle {1 \over x}\,\!} či {\displaystyle {1 \over x^{3}}\,\!}, ovšem ty mají alespoň jednostranné limity: jejich pravostranná limita je {\displaystyle +\infty \,\!} a levostranná {\displaystyle -\infty \,\!}.
- Funkce {\displaystyle {1 \over x^{2}}\,\!} a {\displaystyle {1 \over x^{4}}\,\!} mají v nule limitu {\displaystyle +\infty \,\!} (nevlastní limita ve vlastním bodě).
- Funkce {\displaystyle {\sin x}\,\!} má v nule limitu 0 a v {\displaystyle +\infty \,\!} limitu nemá. Obě tato tvrzení platí i o funkci {\displaystyle {x\cdot \sin x}\,\!}.
- Funkce {\displaystyle e^{x}\,\!} má v {\displaystyle -\infty \,\!} limitu 0 (vlastní limita v nevlastním bodě) a v {\displaystyle +\infty \,\!} limitu {\displaystyle +\infty \,\!}.